# M20 (motorväg)

Lägeskarta.

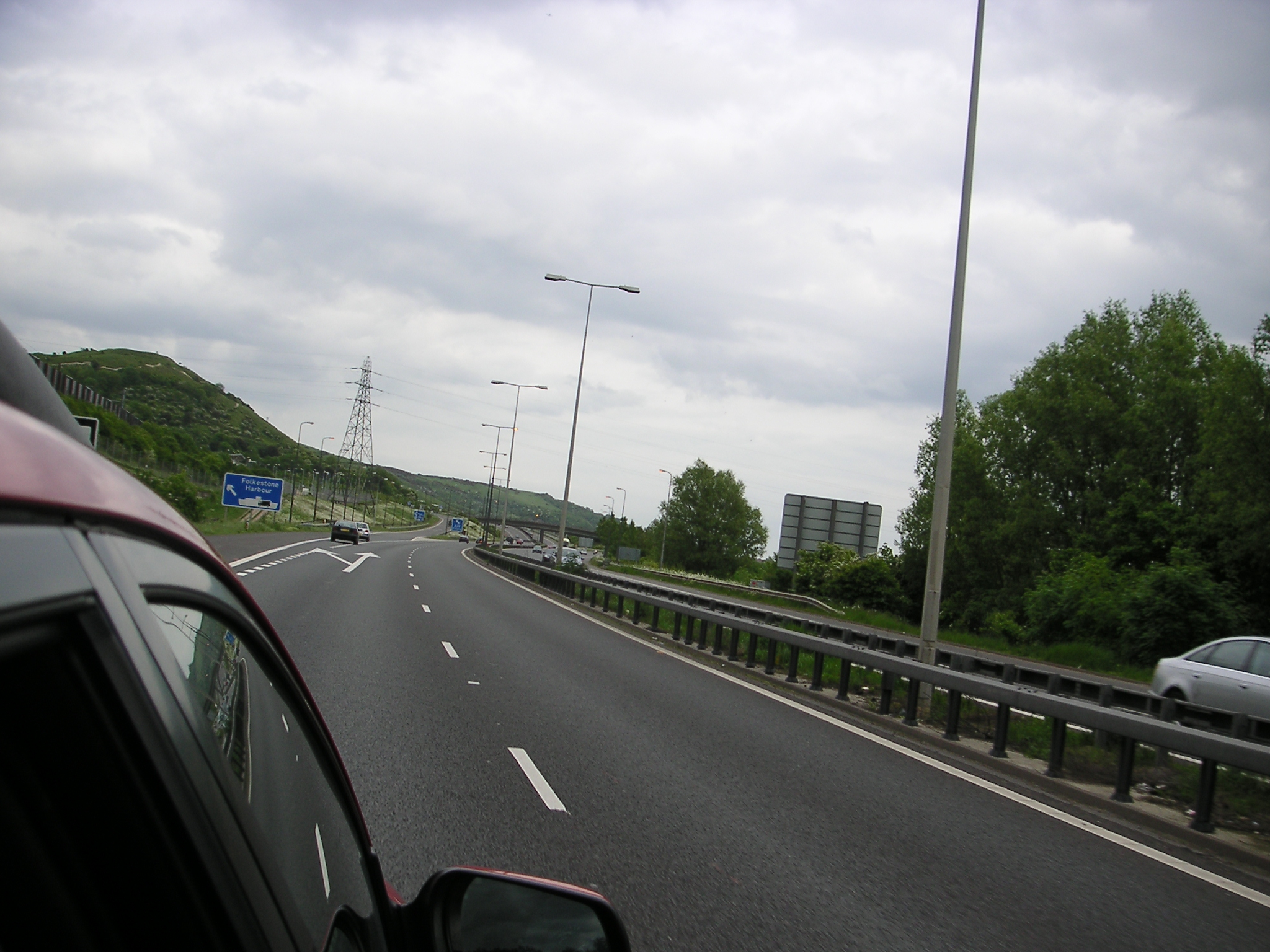
M20 vid Folkestone i riktning mot Dover, strax öster om avfarten till Kanaltunneln.

M20 är en motorväg i Storbritannien som går mellan London och hamnstaden Folkestone, via Swanley, Maidstone och Ashford. Den är en av de viktigaste motorvägarna i Europa för internationell trafik, eftersom den leder trafik mot hamnen i Dover där färjeförbindelser finns till Calais i Frankrike.  Dessutom leds trafik till den terminal vid Folkestone där vägfordon lastas på tåg genom Kanaltunneln. På fransk sida fortsätter fordonen sedan på den franska motorvägen A26.
M20 har byggts i olika etapper. Den första delen mellan London och Maidstone öppnades 1960. Därefter skulle det dröja till 1980-talet innan motorvägen fortsatte att byggas vidare till sin fulla sträckning. Motorvägen har ända sedan början varit avsedd för först och främst internationell trafik.
M20 utgör en del av europavägen E15.